# Essen-Margarethenhöhe
Essen-Margarethenhöhe, meestal Margarethenhöhe genoemd, is een arbeiderswijk in de Duitse stad Essen. De wijk geldt vanwege de opzet als de eerste Duitse tuinstad. Margarethenhöhe werd vernoemd naar de stichteres Margarethe Krupp en telt 935 gebouwen met 3092 wooneenheden. De wijk werd door het bedrijf van Krupp speciaal gebouwd voor haar arbeiders in de stijl van een middeleeuws stadje.
Na de dood van Friedrich Alfred Krupp in 1902 erfde Margaretha Krupp alle bezittingen van haar man, waaronder het Krupp concern en land in het zuiden van Essen. Op haar initiatief werd de "Margarethe Krupp-Stiftung für Wohnungsfürsorge" opgericht op 27 mei 1907, zij gaf de stichting 50 hectare land en een miljoen Duitse mark. Op 1 januari 1909 werd Georg Metzendorf ingehuurd om de arbeiderswijk te ontwerpen en te bouwen. In 1910 kwam een 172 meter lange brug over het Mühlenbachdal gereed waarmee de bereikbaarheid van de wijk sterk verbeterde en in hetzelfde jaar trokken de eerste families de huizen aan de Steile Straße in. Keizer Wilhelm II bezocht de wijk in augustus 1912 en er was reeds een markt, een herberg en een bedrijfswinkel van Krupp. In de jaren twintig van de 20e eeuw was Margarethenhöhe zoals we het nu kennen min of meer voltooid.
Margarethenhöhe gold al gedurende de ontstaanstijd tussen 1909 en 1930 als schoolvoorbeeld van een doelmatige en tegelijkertijd mensvriendelijke woonwijk. Ook nu nog oefenen de huizen, die bijna allemaal verschillend zijn, een sterke aantrekkingskracht uit. Gewelfde gevels met klimops en pergola's, erkertjes, houten luiken en natuurstenen plinten zijn kenmerkende details in Margarethenhöhe.
In de Tweede Wereldoorlog raakte de wijk bij bombardementen zwaar beschadigd, maar deze schade werd hersteld. In de jaren zestig en zeventig verscheen ten zuiden van de wijk Margarethenhöhe II, een wijk met voornamelijk sociale woningbouw, die als achterstandswijk bekend was maar inmiddels heeft er ook stadsvernieuwing en nieuwbouw plaats gevonden.
De wijk is opgenomen in de Route der Industriekultur, een route die langs alle industriële bezienswaardigheden in het Ruhrgebied gaat. In de zesde aflevering van 13 maart 2015 van Hier zijn de Van Rossems werd aandacht aan de wijk besteed.

## Openbaar vervoer
- U17 Stadtbahn van Essen

## Fotogalerij

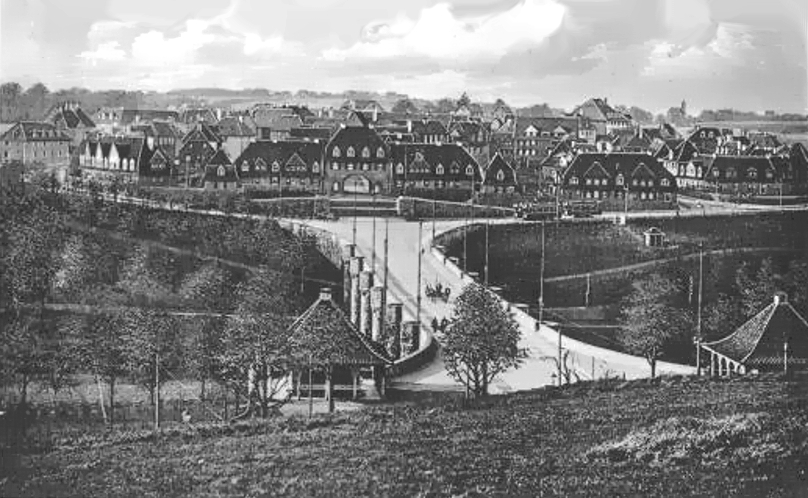
Aanzicht omstreeks 1910 met de brug over het Mühlenbachdal op de voorgrond
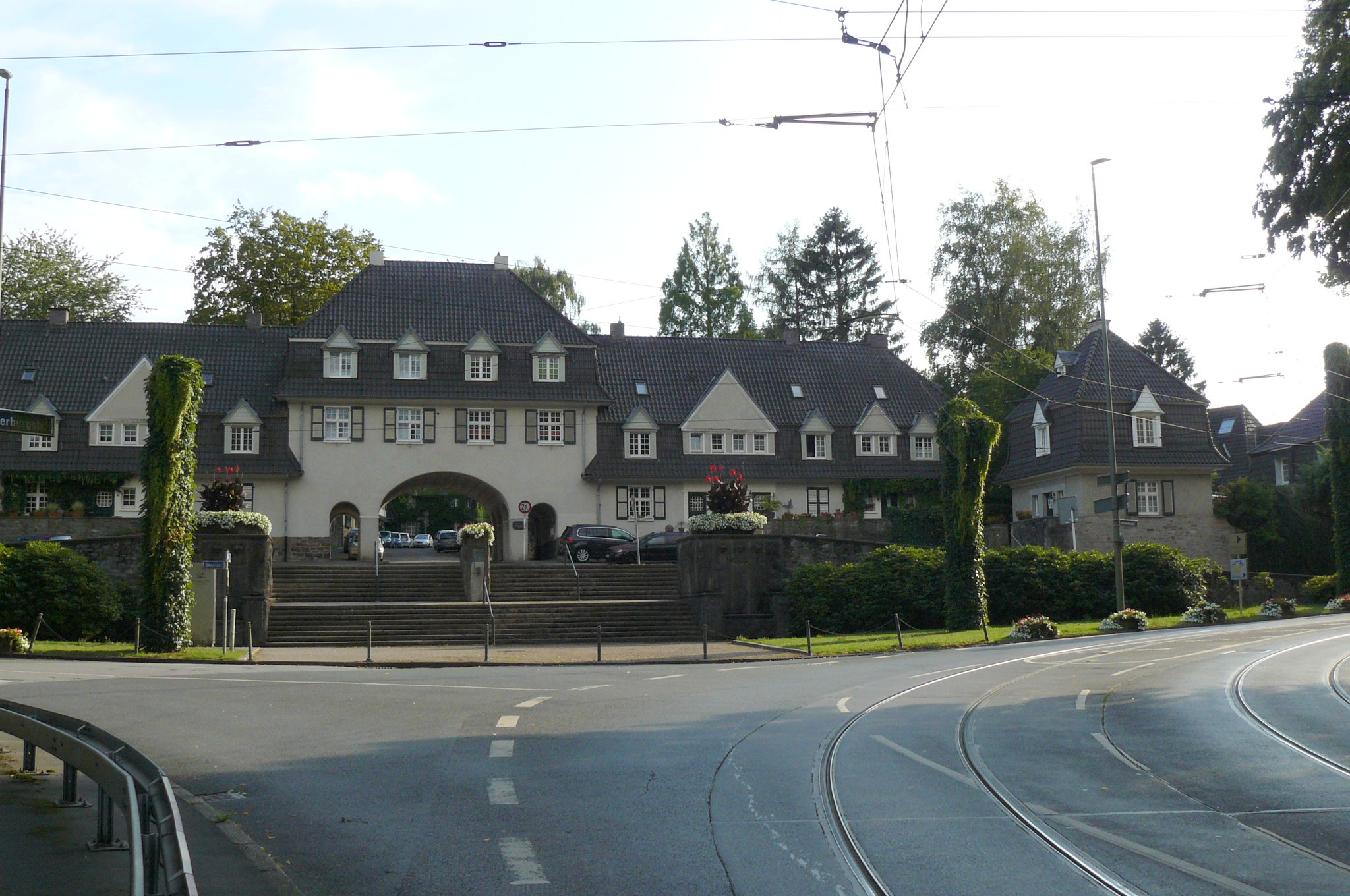
Entree van Margarethenhöhe
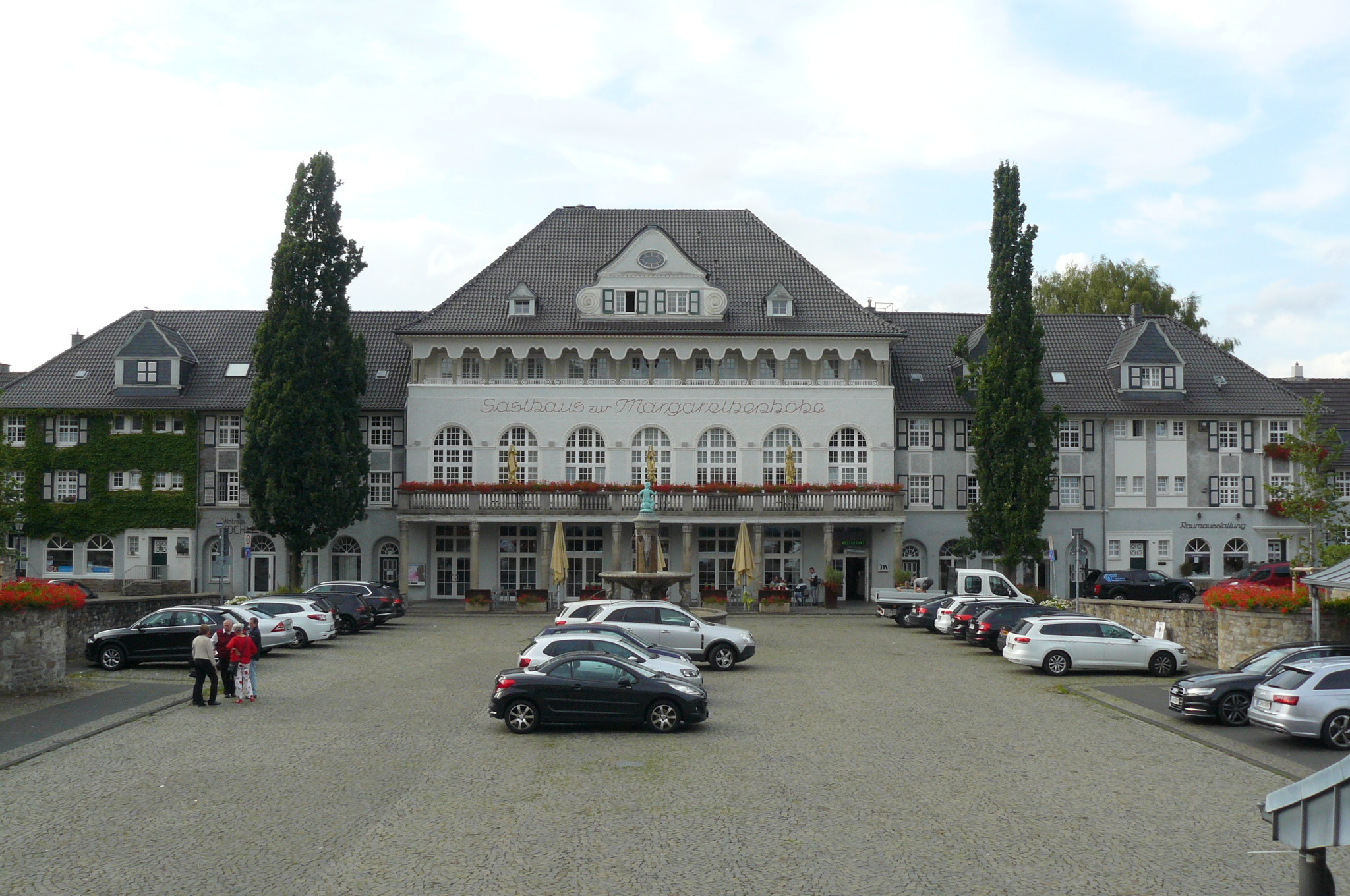
Hotel aan de Kleiner Markt
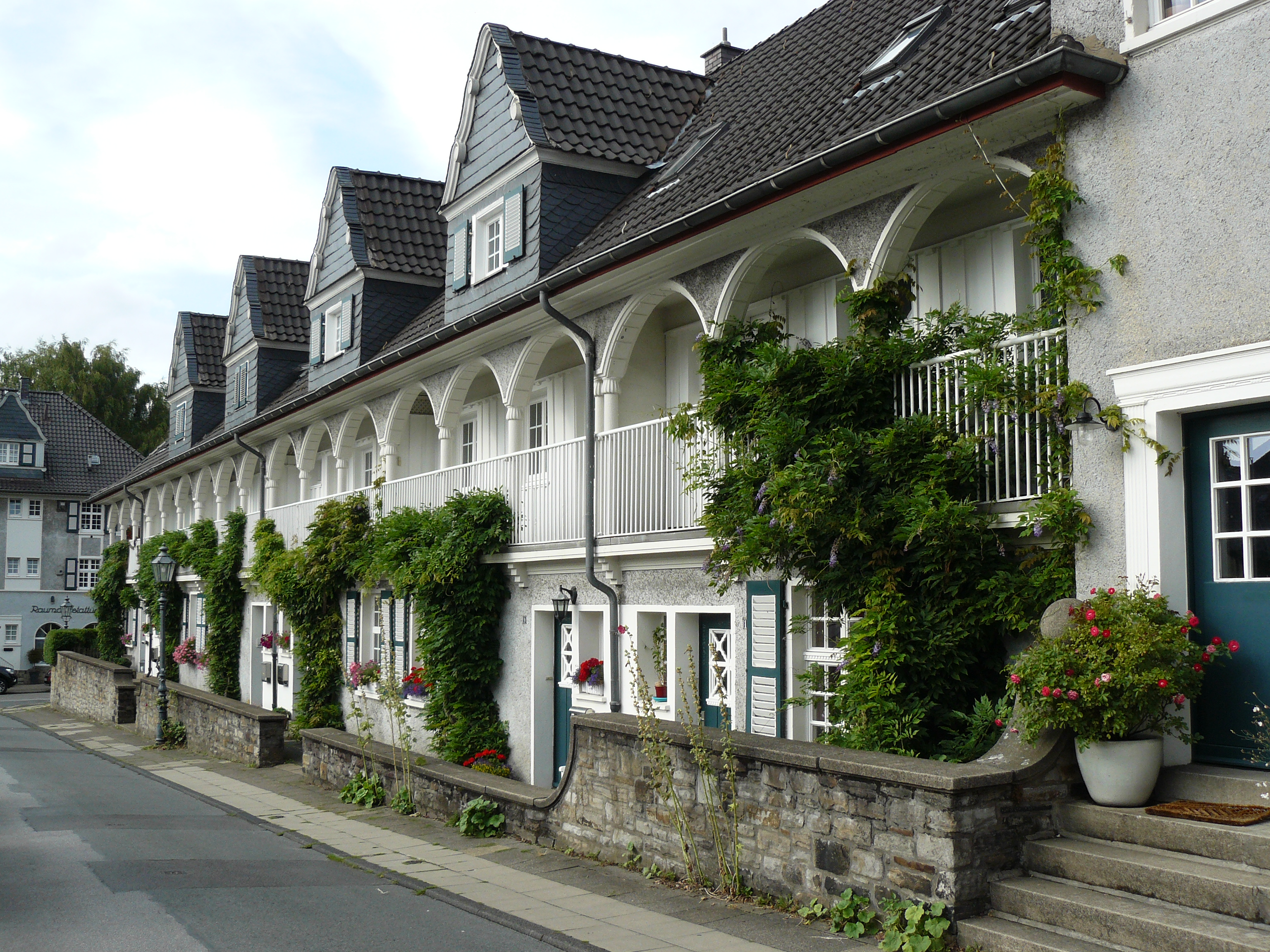
Huizen aan de Kleiner Markt
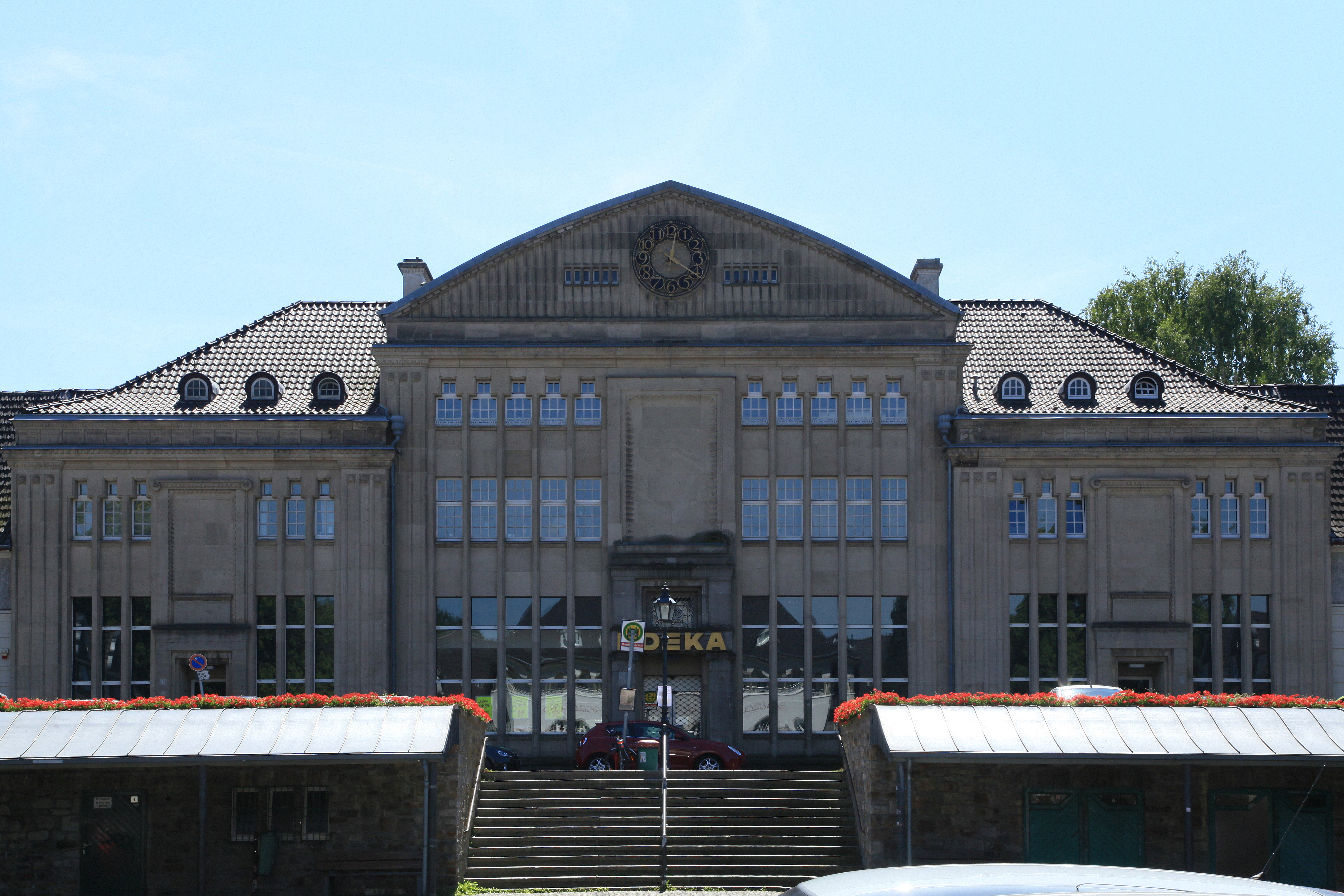
Konsumanstalt, de voormalige Krupp bedrijfswinkel
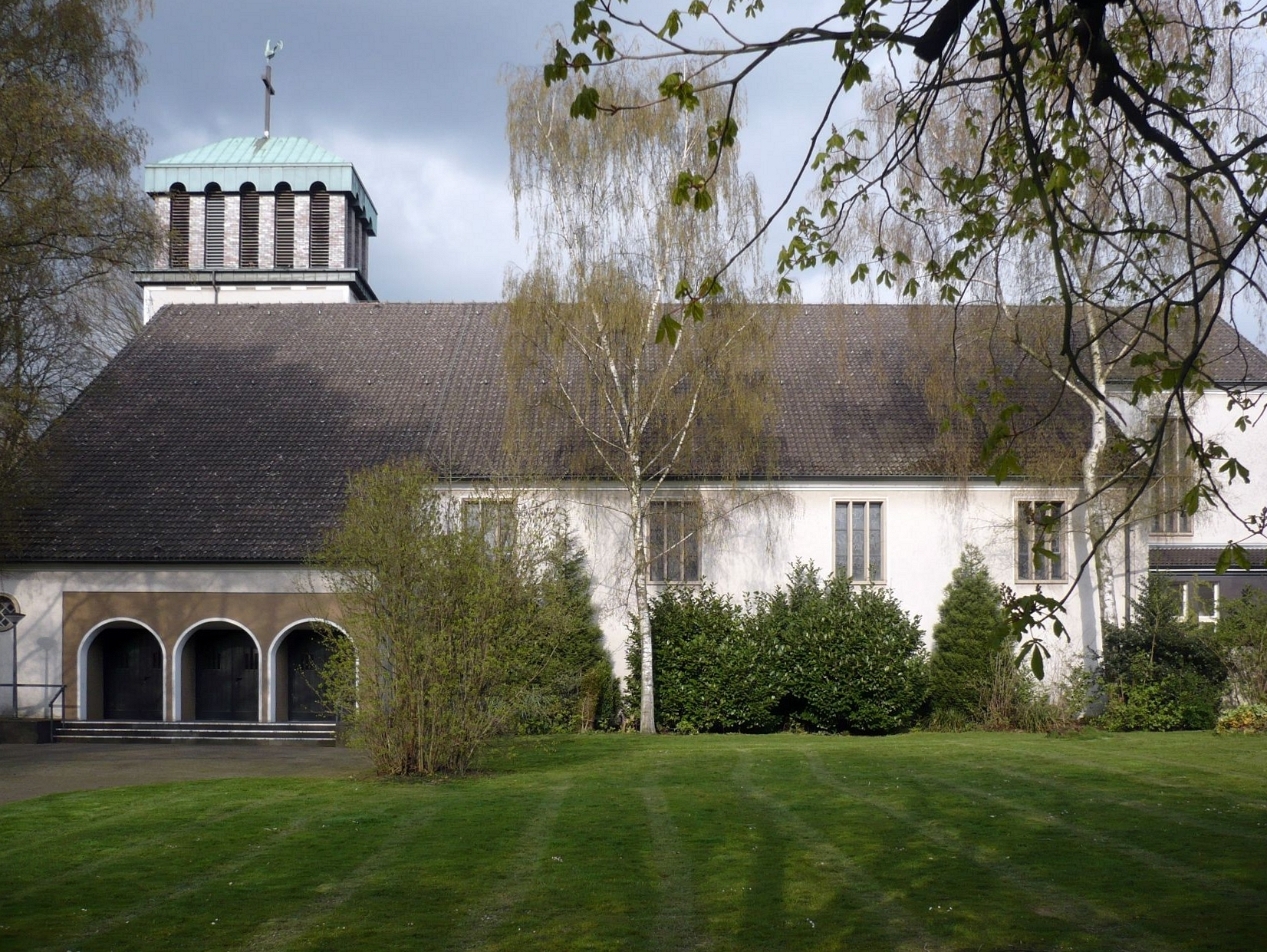
Heilige Familie kerk
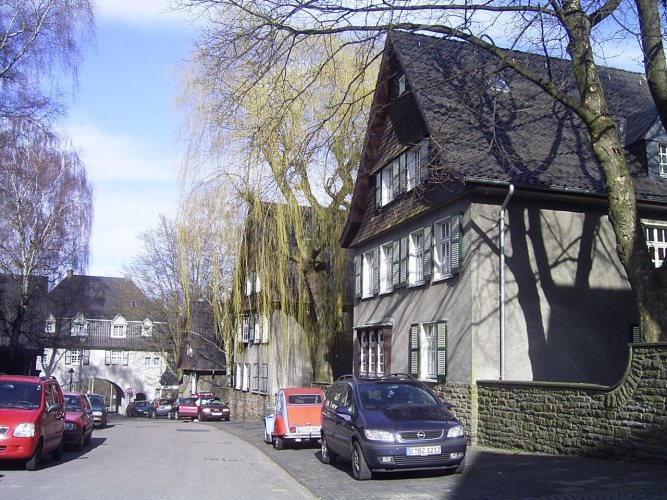
Steile Straße
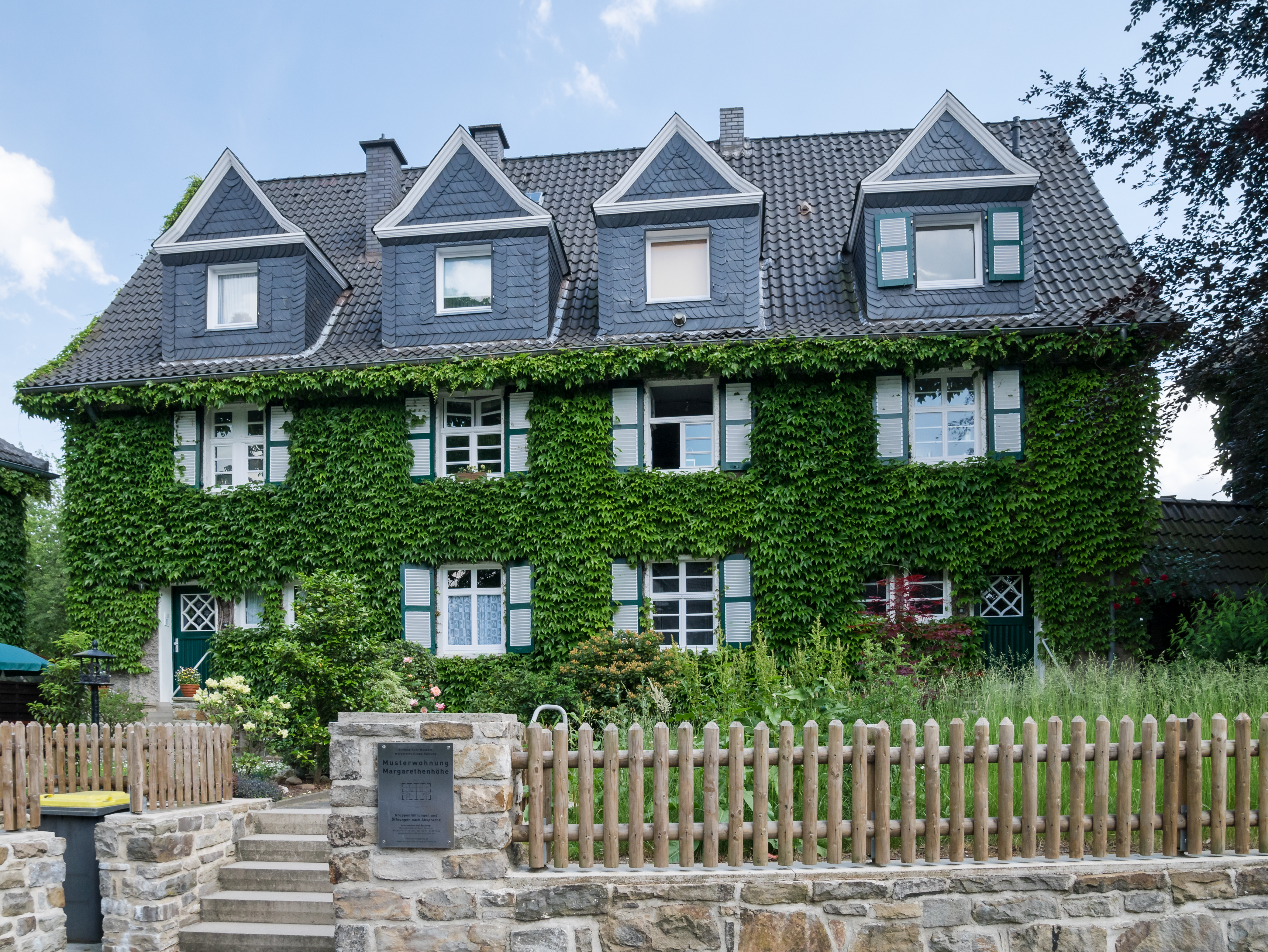
Woningen aan de Stensstraße
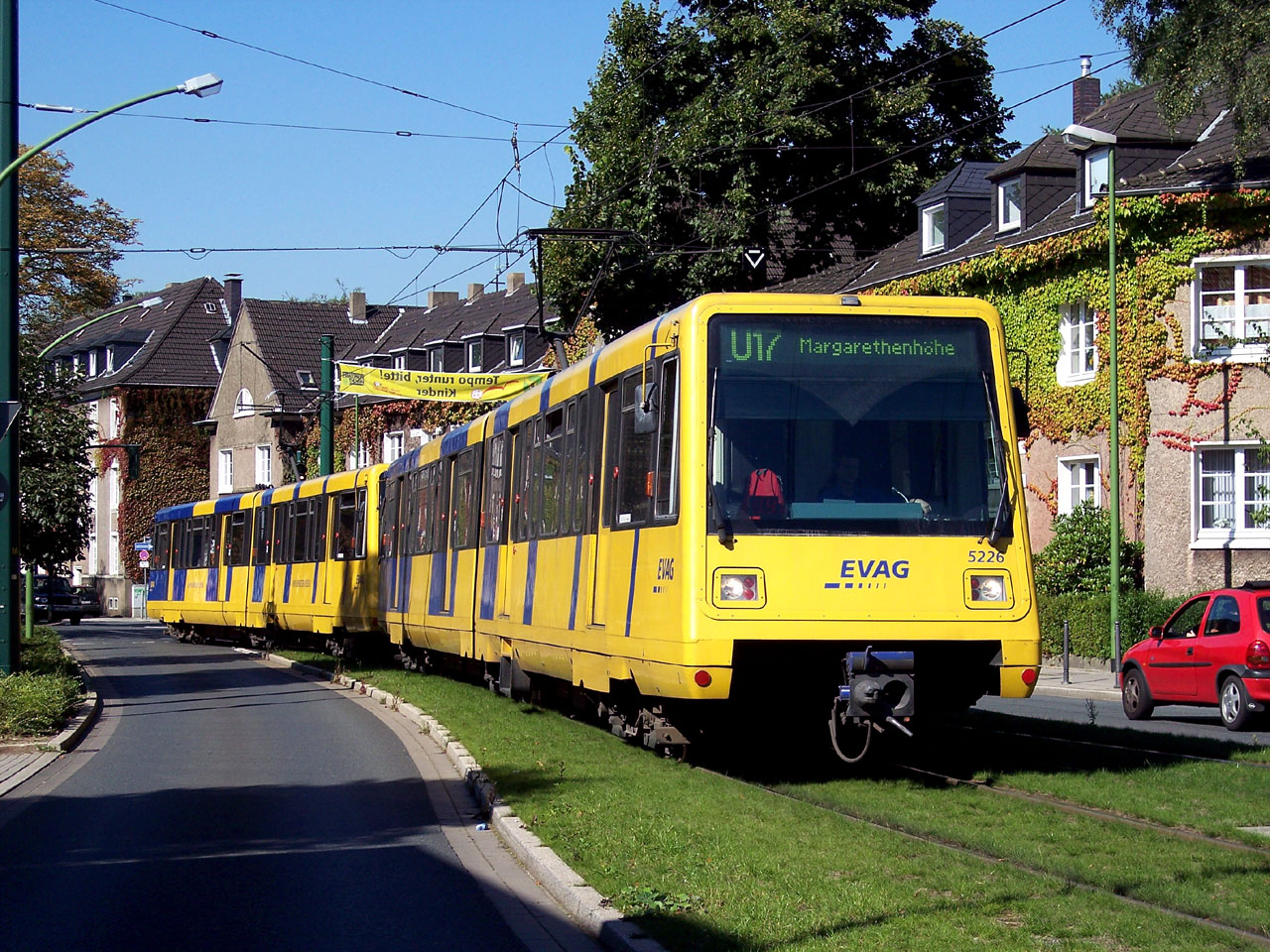
U17 in Margarethenhöhe